# Aldruda Frangipane
Aldruda Frangipane (circa 1120 – dopo il 1174) è stata una nobildonna italiana.
Esponente della nobile famiglia romana dei Frangipane, rappresentò una figura eccezionale nel panorama dell'aristocrazia italiana del XII secolo. Contessa di Bertinoro contribuì con il suo esercito a liberare Ancona dall'assedio dell'esercito imperiale di Federico Barbarossa condotto da Cristiano di Magonza nel 1173.

## Biografia
Nata probabilmente nel 1120, di lei si hanno notizie certe dal 1142 quando l'arcivescovo di Ravenna Gualtiero dichiarò di essere disposto a rinnovare l'investitura del castello di Bertinoro al conte Rainerio a condizione del suo matrimonio con una esponente della famiglia romana dei Frangipane.
Nel 1143, il papa Celestino II concesse il feudo di Bertinoro a Pietro degli Onesti, quale tutore dei figli di Rainerio e di Altruda, nel caso essi fossero morti senza eredi legittimi. Tra i testimoni, erano presenti Cencio e Oddone Frangipane, parenti di Aldruda. Il matrimonio, avvenuto presumibilmente nel 1142, mirava a rafforzare l'influenza della Curia romana in terra di Romagna attraverso la penetrazione della nobiltà romana fedele al partito papale.
Nel 1143, morto Rainerio, la giovane vedova madre di un infante, Cavalconte II ed incinta di Rainerio II, si trovò a reggere la contea tenendo una splendida corte contornandosi di trovatori e nobili, sia ravennati che romani. La sua politica si caratterizzò in senso decisamente antimperiale e culminò, nel 1173, con la partecipazione alla liberazione di Ancona dall'assedio dell'esercito imperiale di Federico Barbarossa condotto dall'arcivescovo Cristiano di Magonza. Tale iniziativa, peraltro, si inquadrava nel contesto di una più vasta alleanza che i Frangipane avevano avviato con l'imperatore Manuele Comneno, culminata nel matrimonio, nel 1170, di Oddone Frangipane con Eudocia, nipote dello stesso imperatore.
Secondo quanto riporta Buoncompagno di Signa, i cavalieri ed i fanti di Bertinoro, alleati della Lega Lombarda, si riunirono presso Rimini a quelli di Guglielmo II Adelardi "Marchesella" ed alla cavalleria pesante ferrarese e lombarda. Di fronte allo schieramento di truppe ed all'esito sfavorevole di ripetuti combattimenti precedenti, l'arcivescovo Cristiano di Magonza diede l'ordine di smantellare l'accampamento e battere in ritirata. La massima gloria della contessa era, secondo quanto riportato dai cronisti bizantini, la fedeltà da lei dimostrata verso il "basileus", che l'aveva portata, non contenta di inviare le sue truppe, ad affrontare di persona il combattimento. Dopo l'assedio di Ancona non si ha più alcuna notizia della Frangipane.